# Babuyankanaal
Het Babuyankanaal is een zeestraat in het uiterste noorden van de Filipijnen. Deze straat scheidt het grootste Filipijnse eiland Luzon van de Babuyaneilanden. De straat is op het smalste stuk zo'n 28 kilometer breed en vormt een verbinding tussen de Filipijnenzee in het oosten en de Zuid-Chinese Zee in het westen.